# 9506 Telramund
9506 Telramund (5200 T-2) là một tiểu hành tinh vành đai chính.